# 國務大臣 (英國)
国务大臣（英語：Minister of State），新华社译名室又译为副大臣，为英国政府的次级头衔，于外交上对应他国副部长级官员。
国务大臣指政府中低于内阁大臣（Secretary of State；等同他國部長）但高于次政務次官（Parliamentary Under-Secretary）和议会私人秘书（Parliamentary Private Secretary）的政務官，属于政治任命的部长级政務官而非公务员體系的事務官。該職位有时译作国务部长，但實際上並非部門的最高首長。
如今通常在任务广泛、责任重大的政府部门设置，对内阁大臣负责，协助或代表内阁大臣并对该部的主要任务承担半独立责任。每个政府部门可以有不止一位国务大臣。英国于1941年开始在任务繁重或内阁大臣经常出国活动的政府部门中设置此职。国务大臣受《大臣守则》（Ministerial Code）的约束。
國務大臣一般不参加英国内阁，但有时也可以應邀成为閣員或者出席内阁会议。

## 当前职位

### 当前设置国务大臣职位的部门
当前设置国务大臣职位的部门有：
- 內政部
- 外交、聯邦及發展事務部
- 國防部
- 司法部
- 衛生及社會關懷部
- 商务与贸易部
- 科學、創新及科技部
- 能源安全及淨零部
- 住房、社区和地方政府部
- 教育部
- 環境食物及鄉郊事務部
- 運輸部
- 就業及退休保障部
- 北愛爾蘭事務部
- 英国出口信貸局

### 当前列席内阁的国务大臣
其中，目前列席内阁的国务大臣有1位：
- 發展事務國務大臣兼婦女及平等事務國務大臣